# Monterey (Schiff, 1952)
Die Monterey war ein US-amerikanisches Passagierschiff. Das ursprünglich als Frachter Free State Mariner gebaute Schiff erreichte eine über 50-jährige Dienstzeit.

## Geschichte

### Als Frachtschiff
Am 29. Mai 1952 lief das Schiff bei der Werft Bethlehem Shipbuilding in Sparrow's Point als Turbinen-Stückgutfrachter Free State Mariner des Typs C4-S-1a (Mariner-Klasse) vom Stapel. Am 8. Dezember 1952 übernahm die US Maritime Commission das für den Einsatz beim US Marine Corps bestimmte Schiff. 

### Umbau zum Kombifrachter
Nachdem die US-amerikanische Reederei Matson Navigation Company das Schiff am 28. Juli 1955 übernommen hatte, sandte sie die  Free State Mariner zur Werft Willamette Iron & Steel Corporation nach Portland, Oregon, wo sie zum Kombischiff des MARAD-Typs P2-S1-1g umgebaut wurde. Am Silvestertag des Jahres 1956 wurde das umgebaute Schiff abgeliefert und auf den Namen Monterey umgetauft. Am 9. Januar 1957 nahm das Schiff seinen zusammen mit der Mariposa betriebenen kombinierten Passagier- und Frachtliniendienst zwischen San Francisco, Honolulu, Auckland und Sydney auf.

### Pacific Far East Line und unsichere Jahre
Am 15. Februar 1971 veräußerte Matson die Monterey an die ebenfalls in San Francisco ansässige Reederei Pacific Far East Line, die es mit seinem Schwesterschiff Mariposa bis zum 19. Januar 1978 auf Pazifik-Kreuzfahrten einsetzte und 1978, als die staatlichen Beihilfen zur Aufrechterhaltung des Dienstes endeten, auflegte.
Am 10. April 1979 folgt ein Verkauf an die Luftfahrtgesellschaft President World Airways aus San Francisco, die das Schiff am 2. November 1979 an das San Franciscoer Unternehmen American Maritime Holdings weitergab. Der nächste Besitzer des  immer noch aufliegenden Schiffes wurde die "International Organisation, Masters, Mates & Pilots".

### Dritte Karriere als Kreuzfahrtschiff
Am 24. Juni 1986 traf die Monterey erneut in Portland in der Werft ein, wo es zunächst wieder seetüchtig gemacht wurde. Nach einem Verkauf an die Reederei Aloha Pacific Cruises aus Alexandria traf das Schiff 1987 bei der Werft Tacoma Boatbuilding ein. Zwischen Dezember 1987 und dem 21. Juli 1988 wurde das Schiff schließlich bei der Wärtsilä-Werft im finnischen Turku/Åbo in ein Kreuzfahrtschiff umgebaut. 

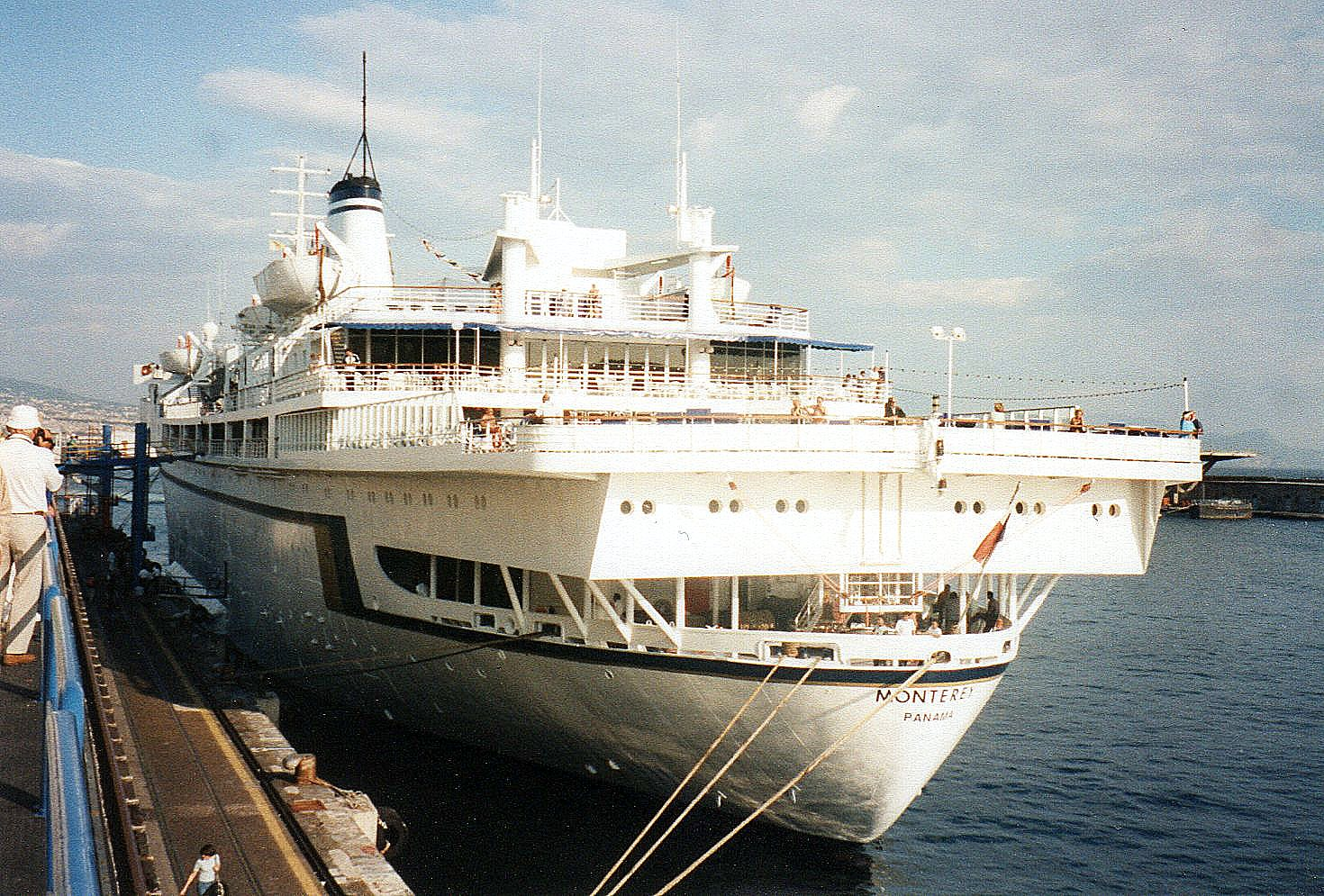
Heckansicht der Monterey

Ab September 1988 unternahm die Monterey Pazifik-Kreuzfahrten vom Basishafen San Francisco, bevor sie am 13. Mai 1989 in Honolulu erneut aufgelegt wurde. Am 16. März 1990 kaufte die Reederei Star Lauro den Dampfer und brachte ihn unter die Flagge Panamas in Fahrt. Zum 1. Oktober 1995 wurde die Monterey von ihrer letzten Reederei, der Schweizer Mediterranean Shipping Company (MSC) erworben, die sie im folgenden Jahrzehnt für Kreuzfahrten im Mittelmeer einsetzte. Im Oktober 2006 wurde das Schiff ausgemustert und zur Verschrottung verkauft. Die Monterey wurde für ihre letzte Fahrt nach Indien in Monte umbenannt und erreichte am 3. November 2006 Alang, wo zwei Tage später mit dem Abbruch des 54 Jahre alten Schiffes begonnen wurde.